# Europameisterschaften 1893
Als Europameisterschaft 1893 oder EM 1893 bezeichnet man folgende Europameisterschaften, die im Jahr 1893 stattfanden:
- Eiskunstlauf-Europameisterschaft 1893
- Ruder-Europameisterschaften 1893